# La Vallée-Mulâtre
 La Vallée-Mulâtre  là một xã ở tỉnh Aisne, vùng Hauts-de-France thuộc miền bắc nước Pháp.